# Linjie Xiang
Linjie Xiang (kinesiska: 林街, 林街乡) är en socken i Kina. Den ligger i provinsen Yunnan, i den sydvästra delen av landet, omkring 220 kilometer väster om provinshuvudstaden Kunming. Antalet invånare är 13 583. Befolkningen består av 6 378 kvinnor och 7 205 män. Barn under 15 år utgör 19,0 %, vuxna 15-64 år 72 %, och äldre över 65 år 7,0 %.
Genomsnittlig årsnederbörd är 1 173 millimeter. Den regnigaste månaden är juli, med i genomsnitt 267 mm nederbörd, och den torraste är februari, med 9 mm nederbörd.